# World’s on Fire
World’s on Fire (в переводе с англ. — «Мир в огне») — видеоконцерт и первый концертный альбом британской группы The Prodigy, выпущенный на CD и DVD 23 мая 2011 года. Фильм-концерт также демонстрировался в кинотеатрах. Съёмки проходили на фестивале Warrior’s Dance, организованном участниками коллектива в городе Милтон-Кинс 24 июля 2010 года.

## Список композиций

### CD/DVD и CD/Blu-ray
| №   | Название                  | Длительность |
| --- | ------------------------- | ------------ |
| 1.  | «Intro»                   | 0:32         |
| 2.  | «Breathe»                 | 5:02         |
| 3.  | «Omen»                    | 3:48         |
| 4.  | «Colours»                 | 4:06         |
| 5.  | «Thunder»                 | 2:51         |
| 6.  | «Warrior’s Dance»         | 4:56         |
| 7.  | «Firestarter»             | 4:39         |
| 8.  | «Run with the Wolves»     | 4:23         |
| 9.  | «Weather Experience»      | 3:57         |
| 10. | «Voodoo People»           | 3:45         |
| 11. | «Omen (Reprise)»          | 1:21         |
| 12. | «Invaders Must Die»       | 3:45         |
| 13. | «Smack My Bitch Up»       | 5:04         |
| 14. | «Take Me to the Hospital» | 4:08         |
| 15. | «Everybody in the Place»  | 3:16         |
| 16. | «Their Law»               | 5:28         |
| 17. | «Out of Space»            | 4:32         |

### Бонус на DVD и Blu-ray
1. «Run» (Brixton, Лондон)
2. «Spitfire / Mescaline» (Бразилия)
3. «Breathe» (Slane Castle, Ирландия)
4. «Poison» (Glastonbury, Англия)
5. «Warning» (T in the Park , Шотландия)
6. «Japanese film»
7. «Voodoo» (Bestival и Париж, Франция)
8. USA film
9. UK arena tour film
10. «Smack My Bitch Up» (Isle of Wight to Download, Англия)